# Alcoolul în islam
Consumul băuturilor alcoolice este interzis în Islam. Interdicția se aplică oricărei substanțe cu efect stupefiant sau halucinogen. Unui musulman pios îi este interzisă orice substanța care să-i altereze starea naturală. În contrast cu termenul “alcool”, de origine arabă (araba: كحول), în Coran, substanța fermentată poartă numele de “khamr”,(araba: خمر), și se referă la orice substanță care fermentează. Ca urmare, este inclusă în lista coranică a interdicțiilor (haram).

## Cerințe pentru musulmanii practicanți
Unul din cei cinci stâlpi ai Islamului este rugăciunea “As-Salat”. În momentul rugăciunii, credinciosului îi este impusă starea de puritate fizică și psihică. Rugăciunile zilnice în ritul sunnit (majoritar) sunt în număr de cinci. Din această considerație, credinciosului i-ar fi imposibil sa consume băuturi alcoolice fără ca starea sa atât fizică, cât și psihică să nu fie alterată. 
Interdicția a fost impusă treptat de-a lungul timpului, de la recomandarea coranică de a nu consuma vin, până la interzicerea totală a alcoolului.

## Menționare în Coran
În Coran vinul este menționat în câteva rânduri: 
Sura 2:219 , “Când te întreabă despre vin și jocul de noroc, spune-le: În amândouă, oamenii află un mare păcat, însă și un câștig, însă păcatul le este cu mult mai mare decât câștigul…”
Sura 5:90: O, voi cei ce credeți! Vinul, jocul de noroc, pietrele înălțate și săgețile de ghicit sunt o întinare și o lucrare a Diavolului. Feriți-vă de ele! Poate veți fi fericiți!
Sura 5:91: Diavolul vrea să iște printre voi vrăjmășie și ură prin vin și jocuri de noroc. El vrea să vă oprească de la amintirea lui Dumnezeu și a rugăciunii. Nu vă veți abține, oare?
Sura 16:67: Din roadele curmalilor și ale viei căpătați o băutură bețivă și o hrană bună. Întru aceasta este un semn pentru un popor ce pricepe!
	Sura 47:15: Grădina care a fost făgăduită celor temători este astfel: în ea sunt râuri de apă care nu se strică, râuri de lapte cu gust neschimbător, râuri de vin întru desfătarea celor care-l beau, râuri de miere curată. Ei vor afla acolo fructe de tot soiul, precum și iertarea Domnului lor. Sunt ei oare asemenea celor care vor veșnici în Foc, unde vor fi adăpați cu apă clocotită care le va sfâșia măruntaiele?

## Respectarea prohibiției în cursul timpului
Așa cum era de așteptat, nu întotdeauna interdicția a fost respectată, uneori chiar de catre califi, așa cum ne spune marele istoric al arabilor Philip Hitti, în Istoria Arabilor: “Yazid, fiul lui Mu’awiya (Dinastia Omeyyada), este primul calif despre care ni se spune că ar fi fost bețiv, fiind numit și Yazid al-khumur. (bețivul) Printre năzbâtiile sale s-a numărat dresarea unei maimuțe, abu-Qays, ca să bea alături de el în timpul petrecerilor. Yazid, ni se relatează, bea zilnic, în timp ce al-Walid se mulțumea să bea o dată la două zile, Hisham doar vinerea, după rugăciune, Abd-al-Malik o dată pe lună, dar atunci atât de mult, încât nu-și mai putea reveni decât cu ajutorul emeticelor.
(Yazid) Probabil că i-a transmis înclinația spre băutură fiului său, al-Walid II (743-744), un libertin incorigibil, despre care se spune că se scălda într-un bazin plin cu vin, de unde bea până când nivelul lichidului scădea apreciabil.”...
Califul (Walid II) își petrecea timpul în castelele sale din deșert, unul dintre acestea aflându-se lângă al-Qaryatayn, între Damasc și Palmyra. Agani consemnează relatarea unui martor ocular al uneia dintre petrecerile sale. Ca întotdeauna, dansul, cântecele și muzica însoțeau băutura. 
Totuși, asemenea petreceri nu erau lipsite de o valoare culturală: au încurajat dezvoltarea poeziei, a muzicii, a artei in general, nefiind întotdeauna simple orgii.”
În perioada califatului omeyyad, ne relatează Philip Hitti, “Spectacolul oferit de sclavele cântarețe era urmărit de stăpânii lor și de oaspeții care, îmbrăcați în veșminte multicolore și întinși pe saltele sau perne, savurau mireasma aromatelor și gustul vinurilor rubinii din Siria, turnate în cupe de argint.”
În perioada califatului abbasid (750-1250), același Hitti ne relatează: “Băuturile alcoolice erau frecvent acceptate atât în prezența unor persoane străine, cât și în particular. Judecând după numeroasele scene bahice din Aghani sau O mie și una de nopți, ca și după numeroasele poeme bahice (hamriyat) ale libanezului abu-Nuwas (m. cca 810), ale lui ibn-al-Mu’tazz (m.908), cândva calif, și ale altor asemenea barzi, prohibiția, una dintre trăsăturile distinctive ale religiei islamice, de fapt,nu fusese mai eficientă decât prohibiția instituită prin amendamentul 18 al Constituției Statelor Unite. Nici chiar califii, vizirii, prinții și judecatorii nu luau în seamă prescripția religioasă. Cărturarii, poeții, cântăreții și muzicanții erau foarte apreciați ca tovarăși de petrecere. Acest obicei, de origine persană, devine la începutul perioadei abbaside o adevărată instituție, în timpul lui al-Rashid apărând adevărați profesioniști. În afară de acest calif, al-Hadi, al-Amin, al-Ma’mun, al-Mu’tasim, al-Watiq si al-Mutawakkil erau sistematic serviți cu băutură, în timp ce al-Mansur și al-Muhtadi refuzau acest lucru. In cartea sa, al-Nawagi consacra pagini întregi califilor, vizirilor și cancelarilor cărora le plăcea să bea. khamr, produs din curmale, era preferat. Ibn-Haldun susține că unii, precum al-Rashid și al-Ma’mun beau doar nabidh preparat prin fermentarea ușoară a strugurilor, stafidelor sau curmalelor. O asemenea băutură era admisă în anumite condiții de cel puțin o școală de jurisprudență, cea hanafită. Muhammad însuși bea așa ceva, în special dacă fusese preparată în urma cu mai puțin de trei zile.
Nu erau rare petrecerile având în prim-plan “fiica viței de vie” și muzica. La aceste “șezători de băutura” (sing. Maglis al sirab) gazda și oaspeții își stropeau barba cu parfum de zibeta sau apă de trandafiri și purtau o îmbrăcăminte specială, de culoare deschisa (tiyab al-munadama). Încăperea era parfumată cu ambră sau aloe. Cântărețele care participau la asemenea petreceri erau în general sclave de moravuri ușoare, după cum reiese din multe povestiri, și constituiau cea mai mare amenințare la bunele moravuri ale tinerilor din epocă. Descrierea salonului unei case din Kufa în timpul lui al-Mansur seamănă mai curând cu cea a unui “cafe chantant”, având-o drept primadonă pe Sallama al-Zarka’”(cea cu ochii albaștri). 
Oamenii simpli puteau bea vin în mănăstirile creștine și în localurile ținute în special de evrei. Creștinii și evreii erau “cârciumarii” acelor vremuri”.